# يوهان فرابرغر
يوهان فرابرغر (بالألمانية: Johann Fraberger)‏ (23 مارس 1905 – 1948) هو ملاكم نمساوي راحل، مثّل بلاده في الألعاب الأولمبية الصيفية 1928.

## روابط خارجية
يوهان فرابرغر على موقع بوكس ريك (الإنجليزية) (registration required)
- يوهان فرابرغر على موقع أوليمبيديا (الإنجليزية)